# 火星探査

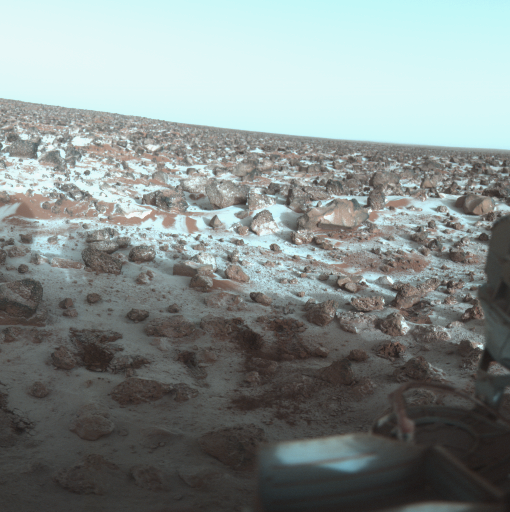
バイキング2号が写した火星の地表。

火星探査（かせいたんさ、Exploration of Mars）とは、太陽系第4惑星である火星へと何らかの探査装置を送り込み、惑星の大地や大気、その他の情報を収集することである。

## 概要
人類が「宇宙開発」というものを行うようになって以降、火星は地球、月に次ぐ重要な目標であり、アメリカ合衆国、やソビエト連邦（後にロシア）、中国、日本にとっての重要な目的の一つであった。1960年代以降、人工衛星や着陸船、ローバー(自走式探査車両)を含む多くの無人探査機が火星に向けて打ち上げられてきた。これらの任務は火星において様々なデータを収集し、地球の過去、現在、未来への洞察につながるかもしれない、火星の過去への疑問に対する答えを出すことを目的としている。

## 火星探査の一覧
| 運用中 | 国名             | 探査機                             | 打上日         | ランダー          | ローバー                   | 結果                                                                           | 補足                                                          |
| ------ | ---------------- | ---------------------------------- | -------------- | ----------------- | -------------------------- | ------------------------------------------------------------------------------ | ------------------------------------------------------------- |
|        | ソ連             | マルス1960A                        | 1960年10月10日 |                   |                            | 打ち上げ失敗                                                                   |                                                               |
|        | ソ連             | マルス1960B                        | 1960年10月14日 |                   |                            | 打ち上げ失敗                                                                   |                                                               |
|        | ソ連             | マルス1962A                        | 1962年10月24日 |                   |                            | 打ち上げ失敗                                                                   |                                                               |
|        | ソ連             | マルス1号                          | 1962年11月1日  |                   |                            | 1963年6月19日火星から193,000kmの距離を通過、以後電波途絶                       |                                                               |
|        | ソ連             | マルス1962B                        | 1962年11月4日  |                   |                            | 地球衛星軌道上到達後大気圏突入                                                 |                                                               |
|        | アメリカ合衆国   | マリナー3号                        | 1964年11月5日  |                   |                            |                                                                                |                                                               |
|        | アメリカ合衆国   | マリナー4号                        | 1964年11月28日 |                   |                            |                                                                                |                                                               |
|        | ソ連             | ゾンド2号                          | 1964年11月30日 |                   |                            | 1965年8月6日火星から1,500kmの距離を通過                                        |                                                               |
|        | アメリカ合衆国   | マリナー6号                        | 1969年2月24日  |                   |                            |                                                                                |                                                               |
|        | ソ連             | マルス1969A                        | 1969年3月27日  |                   |                            | 打ち上げ失敗                                                                   |                                                               |
|        | アメリカ合衆国   | マリナー7号                        | 1969年3月27日  |                   |                            |                                                                                |                                                               |
|        | ソ連             | マルス1969B                        | 1969年4月2日   |                   |                            | 打ち上げ失敗                                                                   |                                                               |
|        | アメリカ合衆国   | マリナー8号                        | 1971年5月8日   |                   |                            |                                                                                |                                                               |
|        | ソ連             | コスモス419号                      | 1971年5月19日  |                   |                            | 地球軌道を離脱できず                                                           |                                                               |
|        | アメリカ合衆国   | マリナー9号                        | 1971年5月30日  |                   |                            |                                                                                |                                                               |
|        | ソ連             | マルス2号                          | 1971年5月19日  |                   | PrOP-Mローバー             | 火星到達、ランダー着陸失敗による衝突（史上初の火星人工物）でローバー展開できず |                                                               |
|        | ソ連             | マルス3号                          | 1971年5月28日  |                   | PrOP-Mローバー             | 1971年12月2日、史上初の火星軟着陸成功                                          |                                                               |
|        | ソ連             | マルス4号                          | 1971年7月21日  |                   |                            | 火星軌道周回失敗。1974年2月10日、火星から1,844kmを通過し写真撮影               |                                                               |
|        | ソ連             | マルス5号                          | 1973年7月25日  |                   |                            | 1974年2月12日火星周回軌道、1974年2月28日まで運用                               |                                                               |
|        | ソ連             | マルス6号                          | 1973年8月5日   |                   |                            | 1974年3月12日火星大気圏突入、着陸直前通信途絶                                  |                                                               |
|        | ソ連             | マルス7号                          | 1973年8月9日   |                   |                            | 1974年3月9日火星到達、火星から1,400kmを通過、1974年3月25日通信途絶             |                                                               |
|        | アメリカ合衆国   | バイキング1号                      | 1975年8月20日  |                   |                            |                                                                                |                                                               |
|        | アメリカ合衆国   | バイキング2号                      | 1975年9月9日   |                   |                            |                                                                                |                                                               |
|        | ソ連             | マルス5M                           |                |                   |                            |                                                                                | 火星サンプルリターンミッション。1979年実施予定、計画中止      |
|        | ソ連             | フォボス1号                        | 1988年7月7日   |                   |                            | 1988年9月1日通信途絶                                                           |                                                               |
|        | ソ連             | フォボス2号                        | 1988年7月12日  |                   |                            | 1989年1月29日火星周回軌道、1989年3月27日通信途絶                               |                                                               |
|        | アメリカ合衆国   | マーズ・オブザーバー               | 1992年9月25日  |                   |                            |                                                                                |                                                               |
|        | アメリカ合衆国   | マーズ・グローバル・サーベイヤー   | 1996年11月7日  |                   |                            |                                                                                |                                                               |
|        | ロシア           | マルス96                           | 1996年11月16日 |                   | ペネトレーター             | 打ち上げ失敗                                                                   |                                                               |
|        | アメリカ合衆国   | マーズ・パスファインダー           | 1996年12月4日  |                   | Sojourner                  |                                                                                |                                                               |
|        | 日本             | のぞみ                             | 1998年7月4日   |                   |                            |                                                                                |                                                               |
|        | アメリカ合衆国   | マーズ・クライメイト・オービター   | 1998年12月11日 |                   |                            |                                                                                |                                                               |
|        | アメリカ合衆国   | マーズ・ポーラー・ランダー         | 1999年1月3日   |                   |                            |                                                                                |                                                               |
| ○      | アメリカ合衆国   | 2001マーズ・オデッセイ             | 2001年4月7日   |                   |                            |                                                                                |                                                               |
| ○      | 欧州宇宙機関     | マーズ・エクスプレス               | 2003年6月3日   |                   | ビーグル2号                |                                                                                |                                                               |
|        | アメリカ合衆国   | マーズ・ローバー                   | 2003年7月7日   |                   | スピリット、オポチュニティ |                                                                                |                                                               |
| ○      | アメリカ合衆国   | マーズ・リコネッサンス・オービター | 2005年8月12日  |                   |                            |                                                                                |                                                               |
|        | ロシア           | フォボス・グルント                 | 2011年11月9日  |                   |                            | 地球軌道離脱失敗                                                               | 火星サンプルリターンミッション、火星周回機蛍火1号（中国）搭載 |
| ○      | アメリカ合衆国   | マーズ・サイエンス・ラボラトリー   | 2011年11月26日 |                   | キュリオシティ             |                                                                                |                                                               |
|        | インド           | マーズ・オービター・ミッション     | 2013年11月5日  |                   |                            | 2014年9月24日火星周回軌道                                                      |                                                               |
| ○      | アメリカ合衆国   | MAVEN                              | 2013年11月18日 |                   |                            |                                                                                |                                                               |
| ○      | 欧州宇宙機関     | トレース・ガス・オービター         | 2016年3月14日  | スキアパレッリEDM |                            | 2016年10月16日スキアパレッリの投下は失敗、2016年10月19日火星軌道               |                                                               |
| ○      | アラブ首長国連邦 | al-Amal                            | 2020年7月19日  |                   |                            | 2021年2月9日火星軌道                                                           |                                                               |
| ○      | 中華人民共和国   | 天問1号                            | 2020年7月23日  |                   | 祝融号                     | 2021年2月10日火星軌道、2021年5月14日軟着陸成功                                 |                                                               |

## 火星探査の失敗例の多さについて
2008年までに火星に向かった全ての探査機のうち、およそ3分の2が任務完了後に、あるいは開始前に何らかのトラブルを起こしている。例えばソ連が打ち上げた16機、ロシアが打ち上げた1機の火星探査機で完全な成功を収めたものは1機もなく、日本が打ち上げた唯一の探査機のぞみも有用な火星の探査を行うことはできなかった。欧州が打ち上げた周回機マーズ・エクスプレスは成功を収めたものの、着陸機ビーグル2は失敗に終わった。比較的成功率の高いアメリカの火星探査機でも19機のうち5機が故障を起こしている。この高い失敗率は、間違いにつながり得る多くの事柄に帰すると考えられるが、明確な原因が不明なまま失敗したり通信を絶ったものも多い。研究者の中には、冗談半分に地球・火星間の「バミューダトライアングル」とか、火星探査機を食い物として生きる「大いなる宇宙の悪霊」などに言及するものもいるほどであり、この現象は「火星の呪い」としても広く知られている。
トラブルが頻発する要因のひとつに、地球から火星まで電波信号が到達するのに4分から20分かかるため、地球からの遠隔操作では不慮の事態に対処しづらいという事があるが、これは自動制御技術の進歩により克服されつつある。また火星はその重力の大きさに対して大気が非常に希薄であるため、着陸時に従来のパラシュートによる方法では十分な減速が行えず観測機にダメージを与える事が多かった。
このため逆噴射による減速のほか、近年はエアバッグによる着地やキュリオシティのスカイクレーン方式など、ユニークな着陸手段が取られる様になっている。

## 探査における焦点
初期の望遠鏡観測は、当初季節的な植生変化によるとされた表面の色の変化と、知的生物の設計によるとされた線の特徴を明らかにした。これらの間違った初期の解釈は、遍く公衆の火星に対する興味を引きつけた。その他の望遠観測は火星の2つの衛星と、乾燥した水路と窪地、氷に覆われた極冠、太陽系最高峰のオリンポス山、太陽系最大級の峡谷系、マリネリス峡谷を発見した。これらの発見はこの赤い惑星の研究と探査に対する更なる興味をそそっただけだった。火星は、ほぼ同時期に形成した地球のように岩石から成る惑星であるが、表面積は地球の4分の1から3分の1に過ぎず、地表は冷たく砂漠のようである。科学者による探査における焦点項目には以下のものがある：
1. 火星の成分は地球のものとどう異なるのか、そして2つの惑星はどのように異なる進化を遂げたのか。
2. 火星内部の成分と状態は地球とどう異なるのか。
3. 火星は地学的に未だ活動しているのか。
4. 将来の人類利用のため、地表でどのような自然資源が入手可能か。
5. 火星に、初期には高濃度の大気は存在したのか。
6. 火星にかつて海はあったのか。
7. 地学的歴史上、火星はどのような気候変化を経験したのか、変化の原因は何か。
8. 現在の火星の気候はどの程度安定なのか。
9. 火星で、生物以前の有機分子の形成につながる、化学的進化は起こったのか。
10. 化学的進化は複製分子の形成、つまり、生命につながったのか。
11. もしかつて生命が誕生したのならば、今日火星で見つけられるのか。